# Савоничев, Георгий Васильевич
Георгий Васильевич Савоничев (1914—1991) — советский хозяйственный деятель, Герой Социалистического Труда.

## Биография
Родился в 1914 году в селе Любышь. Член КПСС.
С 1935 года — на хозяйственной, общественной и политической работе. В 1935—1984 гг. — стекловар на Дятьковском хрустальном заводе, участник Великой Отечественной войны, старший стекловар, начальник цеха выработки, директор Гусевского хрустального завода Министерства легкой промышленности/Министерства промышленности строительных материалов РСФСР.
Указом Президиума Верховного Совета СССР от 7 мая 1971 года присвоено звание Героя Социалистического Труда с вручением ордена Ленина и золотой медали «Серп и Молот».
За разработку и внедрение в производство сортовой посуды способом непрерывной варки и выработки изделий из свинцового хрусталя и цветных стекол, окрашенных окислами редкоземельных элементов, в составе коллектива был удостоен Государственной премии СССР в области техники 1971 года.
Умер в Гусь-Хрустальном в 1989 году.